# 速讀
速讀（英語：speed reading）是快速而有效的閱讀，是一種在不影響理解和記憶的情況下，提升閱讀速率的閱讀方法。用到的方法常包括有各種心理學技巧，例如：組塊化（英語：Chunking (psychology)）、去除默讀等。
其中速讀的原理有兩個：
- 擴大視野：一種藉由視野的擴大，使眼睛可閱讀的字數增加的方法。擴大視野練習

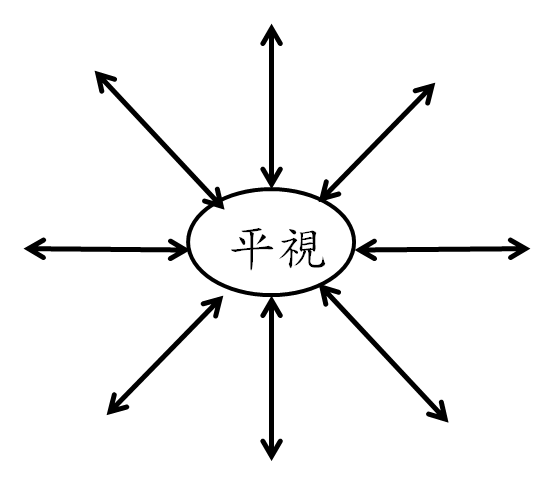
擴大視野練習

- 眼腦直映：一種眼睛看到，頭腦直接反應的一種直覺化反應的過程。一般閱讀方式──念出聲或默念

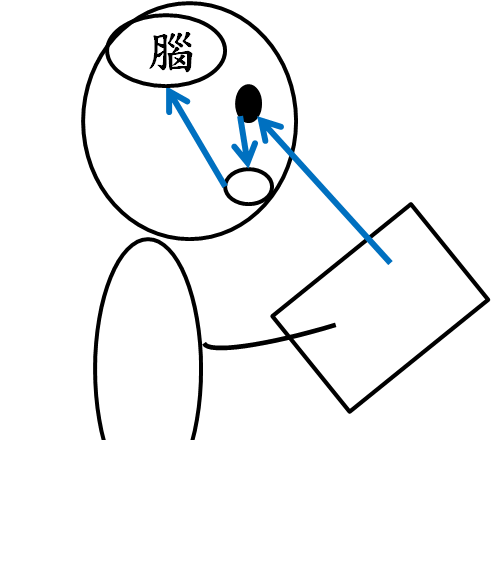
一般閱讀方式──念出聲或默念

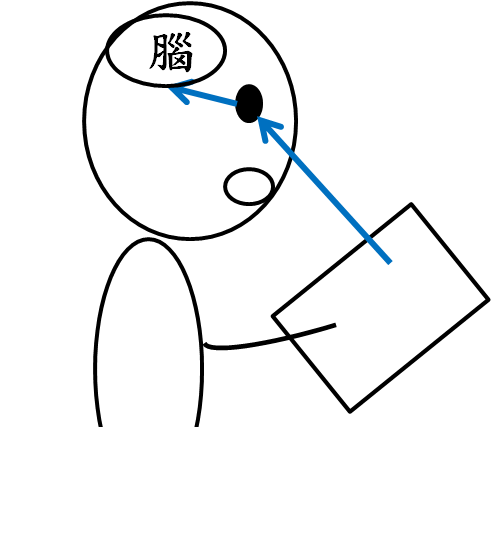
速讀──眼腦直映

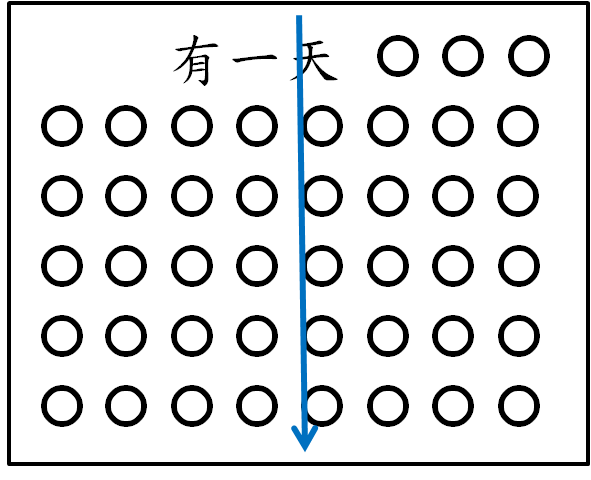
視線移動方法

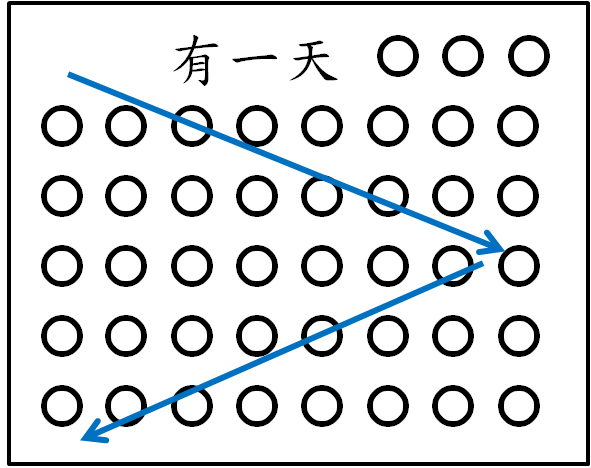
視線移動方法

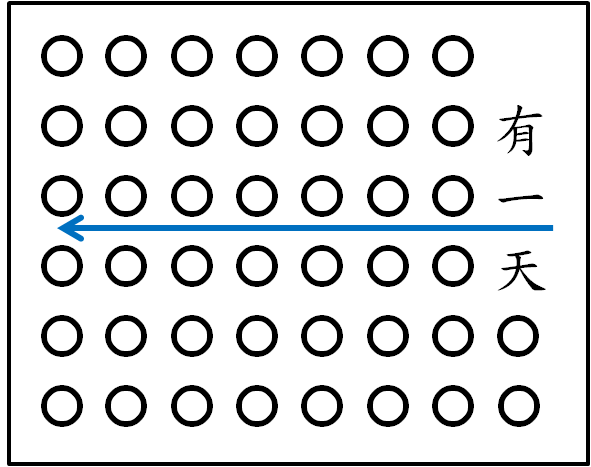
直行文章的視線移動方法

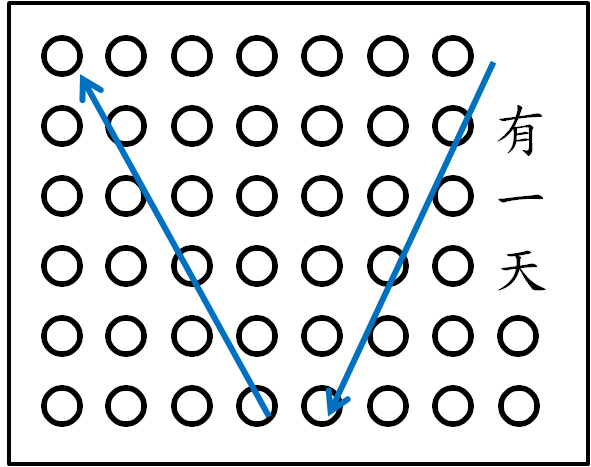
直行文章的視線移動方法

## 歷史與發展

### 美國
起源於第二次世界大戰時，美國國防部為使軍官能有效且迅速地判斷空中快速行進的戰機標誌和各式型體，發明速視儀裝置，快速閃示視覺刺激，藉由閃示訓練，軍官可以在 1/500 秒內辨別極小的飛機圖像。閱讀學家的後續研究發現受過訓練的普通人平均可在一分鐘內閱讀2萬個英文單字，未受過訓練的人平均可閱讀200個單字，可見人類在閱讀上具有相當大的潛力。
戰後，美國西北大學視聽教育中心繼續研究速讀方法。哈佛大學首先開辦第一期速讀訓練班，而後速讀訓練班在各地大、中小學校普及，至今美國80%以上的高等院校都開設有速讀課程，且有專門研究和教授速讀的速讀學院，可授予學習者博士學位。

### 英國
英國劍橋大學引進哈佛大學的教學法且進行改進，用電影膠片的長度控制銀幕上的閱讀材料的顯現時間。

### 法國
法國在1966年成立國際速讀協會，設計出各種速讀和快速學習的訓練程序，速讀課本成為教科書。1980年代初，全國小學校推行創造性閱讀法，培養獨立閱讀的能力。

### 前蘇聯
前蘇聯是較早做速讀研究和推廣的國家。早在1920年代，列別利斯撰寫了《腦力勞動入門》、波瓦爾寧撰寫了《如何讀書》、烏斯諾夫撰寫了《提高口語和書面語的技巧》等書，呼籲社會各界對速讀給予足夠的重視。1966年，波斯托洛夫斯基和謝苗諾夫，用自己製造的閱讀加速器試驗速讀。1970年，代號「量子700號」的試驗小組表示：人在經過一定的時間訓練後，閱讀速度可提高3倍。而後速讀實驗室、學校在前蘇聯各地紛紛建立，並且將普及工作的重點放在中小學，把速讀作為正式課程列入教學計劃。

### 韓國
使速讀有每分鐘達萬字以上，並取得大量優異教學成果的是韓國速讀專家金龍，他將氣功與速讀結合，同時增進體魄與智慧，提高速讀效果。而歐美國家在速讀研究和推廣上雖然起步很早，並使用機械、光學、電子等現代化的儀器進行教學，但學生普遍只能達到每分鐘幾千字，極少人能達到萬字以上。
韓國政府在1981年頒布「私設講習法令」，速讀被允許成為課程之一。教育委員會也推薦速讀，成為許多中小學的特別活動。一旦教師取得速讀講師的資格，工資就會提升，因此，許多從事教育的人們都盡可能地學習速讀。

### 日本
日本速讀專家從韓國、美國引進速讀，並組成團體與學校，進行教材的出版、研究與推廣。為了推動速讀，日本速讀協會制定了類似圍棋段位的速讀段位，對不同閱讀速度的選手授予一段至四段的稱號。

### 台灣
1964年速讀傳入台灣逐漸推廣。

## 原理
一般人看書時是：
「眼睛看」→「嘴巴念或默念」→「頭腦想與記憶」
嘴巴念或默念是使閱讀速度無法大量增進的主因之一。眼睛視線所及常是一個面而非一個點，例如：看風景、照片、電影等圖像時，人能看到整個畫面，並不需要從上到下或從左到右依序地看，也不用嘴巴念或默念。
速讀的原理便在於改變原本一行一行逐字念出或默念的習慣，養成眼腦直映（「眼睛看」→「頭腦想與記憶」）的閱讀習慣，則看書可一眼看一行以上，或將多行文字以形成一個畫面的方式，看整個頁面。

## 速讀技巧介紹
- 略讀是快速閱讀方式, 利用視覺幫助尋找文章內容的意義。略讀就是快速閱讀的過程中，涉及到視覺搜索頁的句子意義的線索。對於一些人來說，這很自然。略讀出現在成年人比兒童還多。它以較高的速率理解（每分鐘700個詞以上），但比正常閱讀的理解率較低，特別是信息豐富的閱讀材料。略讀的另一種形式常用在網絡上，不有趣或太小的文本，它會跳過。這種形式的閱讀不是新的，但已越來越普遍。

- 後設引導是使用手指或指針，幫助眼睛視覺引導，讓眼睛移動更快。

## 參见

速讀的眼睛訓練

- 影像閱讀法

## 外部連結
- 台灣楊氏速讀 1970年創立 （页面存档备份，存于）
- 速读 —— 维客(wiki) （页面存档备份，存于）
- 中的“速讀”